# 가나자와구
가나자와구(일본어: 金沢区)는 일본 가나가와현 요코하마시를 구성하는 18개 구 중 하나이다. 1948년 5월에 이소고구에서 분구, 독립한 구이다.

## 지리
요코하마시의 최남단에 위치한다. 북쪽으로 이소고구, 서쪽으로 사카에구, 가마쿠라시, 남쪽으로 즈시시, 요코스카시와 접한다.

## 교통

### 철도
- 게이힌 급행 전철
  - 본선
  - 즈시선

- 요코하마 시사이드라인
  - 가나자와 시사이드라인

### 도로
- 수도고속도로
- 국도 16호선
- 국도 357호선